# Olympus OM-D E-M5
Die Olympus OM-D E-M5 ist eine spiegellose Systemkamera für das Micro-Four-Thirds-System. Sie ist seit März 2012 im europäischen Handel erhältlich.

## Beschreibung
Der Name und das Aussehen der ersten Kamera der OM-D-Serie sind angelehnt an die von 1972 bis 2002 entwickelte OM-Serie von Olympus. Die OM-Serie umfasste jedoch ausschließlich Spiegelreflexkameras mit 35 mm Film, das OM-D-System basiert hingegen vollständig auf Digitaltechnik.
Die E-M5 ist das erste Kameragehäuse dieses Systems von Olympus, das mit einem fest eingebauten elektronischen Sucher ausgestattet ist. Als weltweites Novum verfügt es über einen Fünf-Achsen-Bildstabilisator und ist zudem staub- und spritzwassergeschützt. Obwohl die Kamera keine zusätzlichen Schärfesensoren verwendet, fokussiert sie mit Hilfe des CMOS-Bildsensors und angepassten Schrittmotoren in den Objektiven mittels Kontrastautofokus-Verfahren sehr schnell.

### Weiterentwicklungen

#### Mark II
2015 stellte Olympus die Olympus OM-D E-M5 Mark II vor, die im Gegensatz zum Vorgängermodell mit WLAN und nicht nur klappbarem, sondern auch schwenkbarem Monitor ausgestattet ist. Die kürzeste einstellbaren Belichtungszeit wurde von 1/4000 auf 1/8000 Sekunde reduziert, und es können statt ± 3 nunmehr ± 5 Belichtungskorrekturstufen gewählt werden.

#### Mark III
Im Oktober 2019 folgte die dritte Variante Olympus OM-D E-M5 III, die folgende wesentliche Veränderungen aufweist:
- höhere Videoauflösung 4K (mit 30 Bildern pro Sekunde)
- höhere Bildwiederholrate bei  Videoauflösung 2K (mit 120 Bildern pro Sekunde)
- höhere Bildsensorauflösung (20 Megapixel)
- mehr Autofokus-Messfelder (121 Phasenkontrast)
- elektronischer Sucher mit OLED-Technologie
- Unterstützung von SD-Speicherkarten mit UHS-II

## Auszeichnungen
Im April 2012 verlieh Digital Photography Review der OM-D EM-5 einen Gold Award, und sie wurde Testsieger im Systemkameratest der Zeitschrift Chip. Ferner wurde das Modell 2012 mit dem EISA-Award als „European Compact System Camera“ ausgezeichnet.: